# Список лицарів ордена Героїв Небесної Сотні
Це список осіб, нагороджених орденом Героїв Небесної Сотні у хронологічному порядку. 16 лютого 2018 року загальне число нагороджених сягнуло 4. Інформація наводиться відповідно до Указів Президента України щодо нагородження. Особа, нагороджена орденом Героїв Небесної Сотні, іменується лицарем ордена Героїв Небесної Сотні.
Орден Героїв Небесної Сотні — державна нагорода України, встановлена для відзначення осіб за громадянську мужність, патріотизм, відстоювання конституційних засад демократії, прав і свобод людини, активну благодійну, гуманістичну, громадську діяльність в Україні, самовіддане служіння Українському народу, виявлені під час Революції гідності (листопад 2013 року — лютий 2014 року), інших подій, пов'язаних із захистом незалежності, суверенітету і територіальної цілісності України.

## Статистика нагороджень

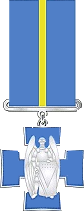
Орден Героїв Небесної Сотні

Статистика наведена за станом на 1 лютого 2021 року.
За роками
| Рік       | Кількість нагороджених |
| --------- | ---------------------- |
| 2014      | 3                      |
| 2015–2017 | 0                      |
| 2018      | 1                      |
| 2019–2021 | 0                      |

За Президентами України
| Президент            | Строк повноважень              | Кількість нагороджених |
| -------------------- | ------------------------------ | ---------------------- |
| Петро Порошенко      | 7 червня 2014 — 20 травня 2019 | 4                      |
| Володимир Зеленський | з 20 травня 2019               | 0                      |

За статтю
| Чоловіки | 4 |
| Жінки    | 0 |

Посмертних
| За життя  | 0 |
| Посмертно | 4 |

За країнами (організаціями)
| Україна  | 1 |
| Білорусь | 1 |
| Грузія   | 2 |

## 2014 рік
| № | Нагороджений                   | Країна   | Підстава | Дата              | Указ  |
| 1 | Жизневський Михайло Михайлович | Білорусь | За громадянську мужність, патріотизм, відстоювання конституційних засад демократії, прав і свобод людини, виявлені під час Революції гідності | 27 листопада 2014 | [ 2 ] |
| 2 | Кіпіані Давид                  | Грузія   | За громадянську мужність, патріотизм, відстоювання конституційних засад демократії, прав і свобод людини, виявлені під час Революції гідності | 27 листопада 2014 | [ 2 ] |
| 3 | Хурція Зураб                   | Грузія   | За громадянську мужність, патріотизм, відстоювання конституційних засад демократії, прав і свобод людини, виявлені під час Революції гідності | 27 листопада 2014 | [ 2 ] |

## 2018 рік
| № | Нагороджений              | Країна  | Підстава | Дата           | Указ  |
| 4 | Більчук Тарас Миколайович | Україна | За громадянську мужність, патріотизм, відстоювання конституційних засад демократії, прав і свобод людини, самовіддане служіння Українському народові | 16 лютого 2018 | [ 3 ] |